# ATOLS
ATOLS（アトルス）は、日本の音楽プロデューサー、DJ、ソングライター、ボカロP、ヒューマンビートボックス奏者。

## 略歴
2001年、better名義で音楽活動を開始、2004年頃より作曲家・ヒューマンビートボクサーとして活動。2007年、Atols名義でメジャー・アルバム「Lesson1」を発売。2008年、コーネリアスリミックスコンテストにて優秀賞を受賞。2010年より表記をATOLSへ変更。ボカロPとしても活動する。

## ディスコグラフィ
- 『Lesson 1』（SOLSPUREN　2007年12月20日発売）[5]
- 『Culture』（SOLSPUREN　2009年7月28日発売）[5]

## 楽曲提供
| 発売日         | タイトル                           | アーティスト | 収録作品                           | 備考                                                            |
| -------------- | ---------------------------------- | ------------ | ---------------------------------- | --------------------------------------------------------------- |
| 時期不明       |                                    |              | 「アリス」                         | 歌声ライブラリ『VOCALOID4 Library Fukase』使用デモ曲            |
| 2013年9月3日   | V.A. feat. 初音ミク「COMING DAYS」 | 初音ミク     | 「なきむしでんき」                 | きくお×ATOLS名義。『ミク LOVES ファミマ♪キャンペーン2nd』関連曲 |
| 2016年11月16日 | PANDORA                            | EVO+         | 「PANDORA」                        |                                                                 |
| 2017年1月18日  | aNOThEr__                          | 腹話         | 「アイ」 「ハレツ」                | 作詞・作曲を担当。                                              |
| 2021年3月3日   | PINOCCHIOP BEST ALBUM 2009-2020 寿 | ピノキオピー | 「内臓ありますか – ATOLS remix –」 |                                                                 |
| 2022年1月12日  | オオカミ                           | 莉犬         | 「シャッターチャンス!」            |                                                                 |
| 2022年2月5日   | シンメトリー                       | 可不（KAFU） | 「色彩」                           |                                                                 |